# Camel Up
Camel Up (с англ. — «По Верблюдам») — настольная игра для 2-8 игроков, придуманная Штеффеном Богеном в 2014 году и изданная в Германии компаниями Eggertspiele и Pegasus Spiele.
Игра заняла первое место в немецкой премии в области настольных игр Spiel des Jahres в 2014 году.
На русском языке игра выпускается компанией «Мир Хобби».

## Игровой процесс
В игру могут играть от двух до восьми человек. Цель игры — заработать как можно больше монет(египетских фунтов) на скачках. Побеждает тот, у кого будет наибольшее количество монет когда финиширует один из верблюдов.

### Начало игры
В начале игры каждый игрок получает 3 монет и броском кубиков определяются позиции с которых стартуют верблюды в гонке. Трасса состоит из 16 ячеек, и после броска кубиков каждый верблюд располагается на первой, второй или третей ячейке трассы.
Особенностью игры является то, что на одной клетке не могут стоять несколько верблюдов рядом, вместо этого новоприбывшие верблюды ставятся сверху на тех кто уже стоит на клетке, образуя башню.

### Ход игры
Гонка состоит из этапов, на каждом из которых игроки поочередно делают по одно из действий:
- Взять жетон пирамиды и передвинуть одного верблюда, получив из пирамиды случайный кубик
- Поставить на победителя или проигравшего всей гонки
- Положить на трассу свой жетон пустыни
- Взять жетон ставки одного из верблюдов

Этап длиться до тех пор, пока один из игроков не возьмет последний жетон пирамиды, после этого игроки получают или теряют монеты в зависимости от взятых ими жетонов.
На каждого верблюда приходится три жетона ставки на 5, 3 и 2 монеты. Если игрок взял ставку лидирующего верблюда, он получает столько монет, сколько указано на жетоне. Любая ставка на верблюда который идет вторым приносит 1 монету, а за другие ставки игрок теряет по 1 монете. Так же каждый взятый жетон пирамиды приносит игроку 1 монету.
После завершения этапа все жетоны возвращаются на свои места, и следующий по очередности игрок получает жетон первого игрока и начинает новый этап.
При передвижении если верблюд пришёл на клетку где есть другие верблюды, он ставится сверху. При подсчете верхний верблюд в башне считается первым. Если верблюд должен переместиться, то он переносит и всех верблюдов стоящих на нем.
У каждого игрока есть один жетон пустыни, в свой ход игрок может выставить его на любую клетку кроме первой или клетки рядом с которой уже есть жетон пустыни. У жетона две стороны, на одной изображен оазис, а на другой мираж, если верблюд(или пирамида из верблюдов) попадает на оазис, игрок выставивший оазис берет монету и верблюд передвигается на одну клетку вперед, если же верблюд попал на мираж то игрок так же получает монету, но верблюд передвигается на клетку назад. В случае если на следующей клетки за оазисом стоит верблюд то пришедшие верблюды ставиться на него как обычно, а если стопка из верблюдов попала на мираж и перемещается назад, то стоящие там верблюды ставятся сверху.

### Конец игры
Когда верблюд или башня из верблюдов пересекает финиш, игра заканчивается.
В ходе игры игроки могут делать ставки на победителя или проигравшего всей гонки. В отличие от жетонов ставок, карты ставок имеют рубашку и игроки до конца игры не знают кто на кого ставил. При финальном подсчете стопки карт ставок переворачиваются лицом вверх, так чтобы первая ставка оказалась сверху, а последняя снизу. Первая верная ставка приносит 8 монет, вторая — 5, третья — 2, а последующие по 1. За каждую не верную ставку игрок теряет 1 монету.

## Комплектация игры
- Правила игры
- Игровое поле
- 40 карт ставок
- 15 жетонов ставок
- 8 жетонов пустыни
- 5 жетонов пирамиды
- Жетон первого игрока
- 50 монет
- 20 банкнот с египетскими фунтами
- 5 разноцветных деревянных верблюдов
- 5 разноцветных шестигранных кубиков с нумерацией от 1 до 3
- Картонная пирамида для перемешивания кубиков

## Награды
- 2014 Spiel des Jahres — Победитель.[3]
- 2014 Juego del Año — Финалист.[4]
- 2015 Lys Grand Public — Финалист.[5]